# Irène Omélianenko
Irène Omélianenko, née en 1952 à Drancy (Seine-Saint-Denis), est une autrice, documentariste et productrice de radio française.
Sa carrière professionnelle se développe de 1981 à 2018 au sein du groupe Radio France. Elle assure notamment les fonctions de productrice coordinatrice et de conseillère de programmes sur l'antenne de France Culture. Elle y défend une radio de création bâtie sur la recherche, la variété des écritures et l’expérimentation de formes nouvelles.

## Biographie

### Débuts
Irène Omélianenko est née en 1952 à Drancy et a grandi Cité de La Muette. Elle fait ses débuts à Radio France en 1981 par l’entremise de son frère, acteur. Elle commence par lire des textes au sein de deux programmes produits sur France Culture par Françoise Estèbe et Jean Couturier : Documentaire du vendredi (1h30 autour d’une personnalité artistique ou culturelle) et Globe trotter (émission d’informations construite à partir d’articles, de publicités et de lettres issues d'un journal du même nom publié au début du XXe siècle).
En 1982, elle participe avec le journaliste Martin Even à la création de Radio France Creuse (future France Bleue Creuse). Les programmes de cette antenne régionale sont alors dirigés par Jean Couturier, qui deviendra son conjoint. De 1983 à 1985, elle produit sur France Culture des émissions pour Les Nuits magnétiques (documentaires sur des sujets de société diffusés en soirée, sous la houlette d’Alain Veinstein) et Le Bon plaisir (une émission biographique de 3h autour d’écrivains, écrivaines, artistes ou philosophes).

### Carrière
En 1985, toujours sur France Culture où elle restera toute sa vie professionnelle, elle fonde avec Jean Couturier l’émission Clair de nuit, une émission de création qui expérimente le collage radiophonique, s’intéresse aux musiques nouvelles et s’ouvre aux jeunes producteurs et productrices. Le programme se poursuivra jusqu’en 1997.
En 1998, à une époque où la radio publique demeure pour l'essentiel centrée sur le microcosme parisien, elle contribue au Pays d’ici, une émission produite par Laurence Bloch, proposant des reportages au long cours et en direct pour aller à la rencontre des habitantes et habitants des régions françaises. Irène Omélianenko participe à la création par Alexandre Héraud de l'émission documentaire Le Vif du Sujet, puis contribue également, de 2002 à 2006, Radio Libre. Amorçant ainsi un long compagnonnage radiophonique avec le réalisateur François Teste, elle travaille particulièrement autour des lieux de relégation (hôpitaux psychiatriques, prisons, camps d'internement) et de la mémoire des personnes opprimées ou résistantes, lors de la Deuxième Guerre mondiale ou à l'époque contemporaine.
De 2006 à 2009, elle fait partie de l'équipe de production et coordination de l’émission de documentaires Sur les docks diffusée sur France Culture. Après une parenthèse entre 2009 et 2011, au cours de laquelle Jean Lebrun assure cette fonction, Irène Omélianenko reprendra seule les rênes de l'émission jusqu'en 2016. En 2011 toujours, le directeur de France Culture Olivier Poivre d’Arvor la nomme conseillère aux programmes chargée du documentaire radiophonique et de la création sonore, une fonction qui n’existait pas jusque là.
Ces responsabilités nouvelles, auxquelles s'ajoutent la coordination éditoriale de plusieurs autres émissions, l'obligent à renoncer à la production en tant qu'autrice. Elle dirige ainsi, entre 2011 et 2013, Villes mondes (portraits de villes du monde entier à travers les témoignages d’artistes, penseurs et penseuses qui y vivent) ; entre 2011 et 2015, L’Atelier de la création (ouvert à des formats variés, y compris les essais radiophoniques) ; entre 2015 et 2018, Création on air (programme hebdomadaire d’expérimentation sonore); et enfin, entre 2016 et 2018, Une vie une œuvre (documentaire biographique).

### Engagement pour la création sonore
En 2009, elle rejoint la commission sonore de la Scam, une société de gestion des droits des auteurs et autrices dans l'audiovisuel, qui octroie notamment des bourses d'écriture radiophonique et sonore. Cette même année, soucieuse de l’érosion progressive des créneaux de création sur les antennes de Radio France, elle cofonde l’Addor (Association pour le développement du documentaire radiophonique), dont elle est présidente jusqu'en 2019. En 2010, elle rejoint l'association de promotion de la production sonore et de l'écoute Mixage Fou.
Irène Omélianenko promeut une conception exigeante du documentaire : elle le définit comme « un réel recomposé, avec un point de vue d'auteur », qui demande d’« avoir en tête beaucoup plus de questions que de réponses » et d'« être capable de faire entrer l'auditeur dans un monde spécifique, en utilisant un registre de voix différentes, de lieux divers ». Sur le plan éthique, elle bannit le micro caché et souligne l'importance de respecter aussi bien les personnes enregistrées que les auditrices et auditeurs.
Tout au long de son parcours au sein de France Culture, elle est restée attachée, comme à l'époque de Clair de nuit, à la découverte de nouveaux talents dans la création sonore et radiophonique, considérant que cela fait partie du rôle de la radio publique. Elle a ainsi mené, au sein des différents programmes qu'elle a coordonné, une « politique d'auteurs et d'autrices », privilégiant la « production tournante » et, à travers elle, la variété des écritures et des formats.
Elle eut également à cœur de maintenir vivants le patrimoine sonore de Radio France et la mémoire des grands noms de la création sur France Culture, comme René Jentet ou Yann Paranthoën. À rebours de la gouvernance par les chiffres d'audience, elle prône l'institution d'un « laboratoire d'essais » au sein de la radio publique.
Partant à la retraite en 2018, elle poursuit ensuite ses engagements publics et associatifs en faveur d’une radio publique de création, notamment à travers sa participation à des jurys d'art radiophonique et sonore pour le prix Italia, le prix Europa, les Phonurgia Nova Awards, le concours Libération-Apaj ou le Festival Longueur d'ondes.

## Sélection d’œuvres sonores
- Jean Couturier et Irène Omélianenko, René Clément, Le Bon plaisir, France Culture, Madelen/INA, 27 juin 1987[21].
- Irène Omélianenko, Mémoire vive de la colonie d'Izieu, réalisation François Teste, Radio Libre, France Culture, 31 mai, 1er et 2 juin 2002[22].
- Irène Omélianenko, Profession docker, réalisation François Teste, Radio libre, France Culture, 27 novembre 2004[23].
- Irène Omélianenko, Dans l'abîme du fait divers : le Pavillon psychiatrique 38, réalisation François Teste, Le vif du sujet, France Culture, 5 avril 2005[24].
- Irène Omélianenko, La France des Justes, réalisation François Teste, Sur les docks, France Culture, 17 janvier 2007[25]
- Irène Omélianenko, Les Infracteurs sexuels, réalisation François Teste, Sur les docks, France Culture, 10 décembre 2010[26].
- Irène Omélianenko, La Valse des sans papières, réalisation Mehdi El Hadj, Champ Libre, France Culture, 22 septembre 2011[27].

## Distinctions
- 2003 : nommée aux prix Ondas pour le documentaire L'affaire Vincendon et Henry[28].
- 2004 : « Coup de chapeau » du Festival Longueur d'ondes pour l’ensemble de son œuvre[29].
- 2005 : nommée au prix Italia pour le documentaire Un hôpital psychiatrique français sous l'Occupation, produit pour Le Vif du sujet et réalisé par Monique Veilletet[30].
- 2006 : nommée au prix Europa pour Dans l'abîme du fait divers : le Pavillon psychiatrique 38[31].
- 2007 : lauréate avec François Teste du New York Festival (médaille de bronze dans la catégorie Radio Community Portrait) pour son documentaire Dans le donjon de Maîtresse Cindy, réalisé par François Teste, Sur les docks, France Culture, 9 octobre 2006[32].
- 2021 : prix de la Scam pour l’ensemble de son œuvre[24].
- 2024 : Irène Omélianenko reçoit une médaille Beaumarchais qui vient saluer une carrière menée à radiofrance.

## Publications
- Irène Omélianenko, « Mondes sonores interdits », in Sebastien Poulain (dir.), « La radio du futur : du téléchromophotophonoroscope aux postradiomorphoses », Cahiers d’histoire de la radiodiffusion, no 132, avril-juin 2017[33].
- Irène Omélianenko, « Rien que les os », critique d'un documentaire de création de l'artiste Floy Krouchi, RadioDoc Review, avril 2015[34].
- Irène Omelianenko, « La radiophonie devrait nous empêcher de dormir », revue à comité de lecture Komodo 21, non daté[35].